# Merremia palmeri
Merremia palmeri är en vindeväxtart som först beskrevs av Sereno Watson, och fick sitt nu gällande namn av Hallier f. Merremia palmeri ingår i släktet Merremia och familjen vindeväxter. Inga underarter finns listade i Catalogue of Life.